# Zalamerenye
Zalamerenye je vas na Madžarskem, ki upravno spada pod podregijo Nagykanizsai Županije Zala.